# John Keyes
John Keyes (1964) è un tenore operistico statunitense, specializzato nel repertorio drammatico.

## Biografia

### Formazione
Dopo gli studi a Chicago, alla fine degli anni ottanta si è specializzato ed esibito sia all'Opera di Chicago che allo Houston Grand Opera. Nel 1990 ha vinto un concorso canoro internazionale a San Antonio ed è stato vincitore di una borsa di studio Richard Tucker Career Grant. Ha debuttato in Europa l'anno seguente alla Scottish Opera nel ruolo di Siegmund nell'opera Die Walküre di Richard Wagner.

### Carriera
Da allora Keyes ha interpretato ruoli da protagonista nei principali teatri d'opera a livello internazionale, tra i quali l'Opera di Stato della Baviera, De Nationale Opera, l'English National Opera, l'Opera di Amburgo, l'Hawaii Opera Theatre, il Metropolitan Opera, la Michigan Opera Theatre, la Nationaltheater Mannheim, Opera Australia, l'Opera de Nantes, l'Opera Pacific, la Palacio de Bellas Artes, la San Francisco Opera, il Teatro Colón, il Théâtre du Capitole de Toulouse, la Toledo Opera, la Tulsa Opera e la Vlaamse Opera. Tra i ruoli che ha interpretato ci sono Calaf in Turandot, Canio nei Pagliacci, Don José in Carmen, Eisenstein in Il pipistrello, Erik in L'olandese volante, Florestan in Fidelio, Jean in Hérodiade, Pollione in Norma, Radames nell'Aida, Ramirez in La Fanciulla del West, Rodrigo in Otello di Rossini, Sansone in Samson et Dalila, Tristano in Tristano e Isotta, Turridu in Cavalleria Rusticana, Walther in Tannhäuser ed i ruoli da protagonista in Don Carlo, Lohengrin, Otello di Verdi, Parsifal e Sigfrido. È anche attivo come solista concertista ed è particolarmente noto per le sue interpretazioni della Sinfonia n. 9 di Beethoven.